# 茨城県立那珂高等学校
茨城県立那珂高等学校（いばらきけんりつ なかこうとうがっこう）は、茨城県那珂市に所在する公立の高等学校。

## 設置学科
- 普通科

## 概観
水戸市北部に隣接する那珂市にある。国際交流に力を入れており、創立以来アメリカ合衆国メリーランド州のノーザン高校と交換留学を続けている。また、2003年からはオーストラリアのクリーランド高校およびアサートン高校で留学研修を行っている。

## 沿革
- 1984年 - 開校準備室を水戸農業高校内に設置。
- 1985年 - 第1回入学式挙行 開校記念式典挙行。
- 1988年 - 第1回卒業式。
- 1994年 - 創立10周年記念式典挙行。
- 2004年 - 創立20周年記念式典挙行。
- 2006年 - 必修科目の履修不足が発覚[1]。

## 著名な出身者
- NIKIIE - シンガーソングライター
- マリーマリー えびちゃん - お笑い芸人[2][3]

## 交通
- 鉄道
  - 水郡線後台駅より徒歩15分。